# حزب الجبهة الوطنية التونسية
الجبهة الوطنية التونسية هو حزب يصنف في وسط اليسار، تأسس في شهر جويلية 2011 وتحصل على تأشيرة العمل القانوني في 07 أفريل 2012 بمبادرة من مجموعة شبابية أغلبها قيادات سابقة بالاتحاد العام لطلبة تونس.

## مبادئ الحزب
- الايمان بالسيادة الوطنية واستقلال البلاد والدفاع عنها وحماية أمنها وسلامتها واستقرارها وضمان تطورها على مختلف الاصعدة.
- الإيمان بالمساواة الحقيقية بين كل المواطنين والقضاء على كل أشكال التمييز على قاعدة الجنس أو الدين أو الجهة أو الطبقة.
- نبذ كل أشكال العنف والتطرف والإرهاب فكرا وممارسة والتصدي له والعمل على القضاء على أسبابه.
- الإيمان بالديمقراطية منهجا للعمل السياسي ومبدأ التداول على السلطة بناء على الخيار الحر للشعب عبر الانتخابات على مختلف المستويات باعتبارها شكلا رئيسيا من أشكال النضال السياسي وأداة رئيسية من ادوات التغيير الديمقراطي.
- تجذير الهوية الوطنية للشعب التونسي وفقا لموروثه الثقافي والحضاري وانفتاح تونس على محيطها المغاربي والعربي والتفاعل مع كل محيط بما لا يعارض أولوية الانتماء إلى الوطن.
- إعتبار الفرد ركيزة أساسية للمجتمع وذاتا مبدعة وخلاقة بما يستوجب اطلاق العنان له للابداع والتفكير والمشاركة على قاعدة الايمان بالواقع واعمال العقل دون سواه.